# Rotor

Rotor de um motor rotativo Wankel

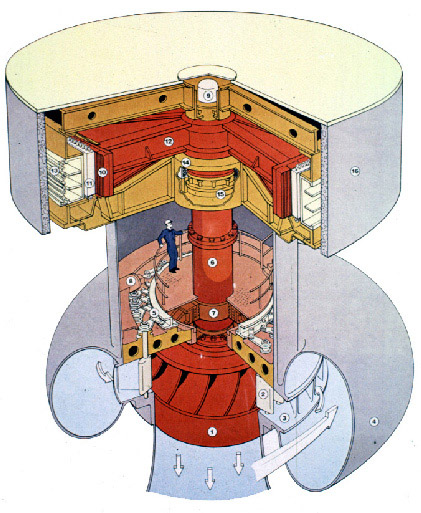
Turbina Francis

Rotor é tudo que gira em torno de seu próprio eixo produzindo movimentos de rotação. Qualquer máquina rotativa, como turbinas, compressores, redutores, entre outros, possuem eixos rotativos apoiados em mancais de deslizamento, rolamento ou magnéticos. Esse conjunto é denominado de rotor.

## Aviação
Em aviação, o rotor no helicóptero é o componente básico da aeronave destinado a prover a sustentação necessária ao voo. O rotor de um helicóptero não deve ser confundido com as hélices de um avião. O rotor incorpora articulações que permitem os movimentos das pás nos eixos para prover a mudança do passo, o batimento e o arrasto. O movimento de mudança de passo é o que permite a mudança do ângulo de ataque das pás para fazer variar a sustentação gerada após a aeronave sair do chão.
O movimento de batimento é o que permite ao rotor se acomodar a eventuais esforços provocados pelo voo devidos à dissimetria de sustentação durante o voo translacional. Juan de La Cierva foi o primeiro a utilizar esse artifício na construção dos autogiros.
O movimento de avanço e recuo das pás permite a sua acomodação aos esforços devidos ao arrasto aerodinâmico das pás provocados pelo efeito do batimento das pás durante o voo translacional. A combinação dessas articulações permite ao helicóptero se deslocar longitudinalmente sem que o efeito da dissimetria de sustentação provocado pela translação de helicóptero faça-o perder o controle a como acontecia com os primeiros aparelhos.
Num helicóptero convencional o rotor principal provê a sustentação e a translação, enquanto que o rotor de cauda provê o controle antitorque e evita que a fuselagem gire no sentido oposto ao sentido de rotação do rotor principal.

## Máquinas elétricas
O rotor é o componente que gira (rota) em uma máquina elétrica, seja esta um motor ou um gerador elétrico.
Os motores, e as máquinas elétricas em geral, se compõe de duas partes: o rotor e o estator.
O rotor é formado por um eixo que suporta um conjunto de bobinas enroladas sobre um núcleo magnético que pode girar dentro de um campo magnético criado tanto por um imã ou pela passagem por outro conjunto de bobinas, enroladas sobre umas peças polares, que permanecem estáticas e que constituem o que se denomina estator de uma corrente contínua ou alternada, dependendo do tipo de máquina do qual se trate.

## Turbinas hidráulicas
Em uma turbina hidráulica o rotor é onde ocorre a conversão da potência hidráulica em potência mecânica no eixo da turbina. 

## Instrumentos Musicais

Rotor usando em instrumentos musicais

No contexto dos instrumentos de sopro, as válvulas rotativas (rotores) são sistemas utilizados para alterar o comprimento da tubulação do instrumento afim de produzir diferentes notas. Elas são geralmente usadas em trompas, trompetes, trombones, flugelhorns (fliscornes) e tubas.

A válvula rotativa foi aplicada pela primeira vez à trompa em 1824 por Nathan Adams (1783–1864) de Boston e patenteada em 1835 por Joseph Riedl.